# Riedelia bismarcki-montium
Riedelia bismarcki-montium là một loài thực vật có hoa trong họ Gừng. Loài này được Karl Moritz Schumann miêu tả khoa học đầu tiên năm  1904.

## Phân bố
Loài này được tìm thấy trên dãy núi Bismarck ở Kaiser-Wilhelmsland (nay là Papua New Guinea). Mẫu vật điển hình: F.R.R. Schlechter 14022, do Rudolf Schlechter thu thập tháng 1 năm 1902.